# Breslev
Breslev (en hebreo: ברסלב) es un movimiento religioso jasídico que fue fundado por el rabino Najman de Breslev, bisnieto del rabino Israel ben Eliezer, también conocido como Baal Shem Tov. 
Este movimiento religioso se diferencia profundamente de las otras corrientes jasídicas por su doctrina, sus prácticas y su creencia en que nadie puede suceder al rabino Najman, siendo dicho rabino su último y único Rebe. 
El rabino Natán de Breslav, también como Reb Noson, fue el principal discípulo del rabino Najman de Breslav. El rabino Natán preservó las enseñanzas del Rebe.
El movimiento Breslev estableció su cuartel general en Bratslav, Ucrania y pronto se extendió por Rusia, Polonia y Lituania. Su herencia literaria ha contribuido a su notoriedad en la historia del movimiento jasídico. 
El movimiento sufrió la revolución bolchevique y las purgas estalinistas, el movimiento se estableció en Inglaterra, en los Estados Unidos y en Israel, donde inspiró a numerosas corrientes ideológicas que se reclaman herederas de su ideología.
Aunque puede despertar perplejidades como el Mesianismo de Jabad, no se puede excluir que dentro del grupo de ortodoxos religiosos de Breslov una especie de Mesianismo de Breslov influyó los propios líderes rabínicos, inhibiendo o favoreciendo una apertura a la realidad externa al jasidismo de Breslov; muchos religiosos ortodoxos se han unido al grupo jasídico con mayor participación con un mayor número de personas que ahora son parte integral de los primeros fundadores después del nacimiento del Estado de Israel en 1948: esto significa que los israelíes más laicos se han convertido a una religiosidad vivida con más conciencia y devoción con el beneplácito tanto de los núcleos originarios, generalmente congregaciones menos rigurosas, como de la Rabbanut institucional israelí, esto porque el diálogo es siempre presagio de muchas ventajas aunque los Cismas judíos ya tengan siglos de antigüedad, ya ha comenzado entre sefardíes y asquenazíes.